# 上知令
上知令，（平假名：じょうちれい、あげちれい），是指從1840年代到1870年代，江戶幕府及明治政府所發出的土地沒收政令，有時也表記成「上地令」。

## 江戶時代後期的上知令

### 蝦夷地
1799年（寬政11年）對東蝦夷地頒布暫行上知令（1802年起永久化），江戶幕府將蝦夷地納入幕府領地分為兩階段：
1. 1799年至1806年的東蝦夷地（日高國浦川郡以東，從太平洋沿岸到知床半島、國後島的地區）
2. 1807年至1821年的松前地和西蝦夷地（日本海、鄂霍次克海沿岸）

做出此判斷的原因，是幕府家臣近藤重藏極力主張將蝦夷島納入幕府領地，幕府也同意蝦夷地的管理和對俄國政策不能只由松前藩負責。此後，幕府派遣津輕藩和南部藩各500人前往擇捉島和國後島駐紮警備，此為第一次幕領時期。此後，由於松前藩持續推行復領運動，蝦夷地於1821年（文政4年）又歸還給松前藩。
然而，根據日俄和平友好條約使函館開港後，蝦夷地再次成為幕府領地（第二次幕領時期）。 1855年2月，幕府宣布的上知令範圍大幅擴大：「東、西蝦夷地、乙部以西的八個村、木古內以東的各村」蝦夷地幾乎全部納入箱館奉行管轄，松前藩統治範圍只剩尻內村到江差五厘澤的狹小區域。此外，在頒布第二次上知令後，幕府也立即將該地劃分為松前藩、津輕藩、南部藩、久保田藩、仙台藩等負責警備。在1859年9月（安政6年），除了上述四藩再加入庄內藩與會津藩，由奧羽六藩負責分攤蝦夷地的開拓與警備任務。

### 天保改革
首席老中水野忠邦受到清帝國在第一次鴉片戰爭中被英國擊敗的刺激，而外國船隻頻繁出現在日本海域，擔憂將來日本可能也會遭到外國攻擊。特別是政治中心江戶與經濟中心大阪，保衛這兩座城市防止外國船隻來襲的危機處理成為議題。
在此之前，江戶和大阪的10里（約39公里）平方內，幕府領地（天領）、大名領地和旗本領地相互混雜。因此水野發出上知令，要求大名和旗本將十里平方內的領地歸還給幕府，幕府提供大名和旗本主領地附近的替代土地作為交換。特別是關東的農村地區，飛地顯然削弱了幕府的控制。19世紀以來，江戶幕府透過建立關東取締出役和組合村，嘗試對這些地區實行統一的警察行政，最後是設置廣域的代官領達成集中管理。另外，幕府為了防備類似鴉片戰爭中外國軍艦入侵的局面，在江戶灣最狹窄的入口富津和浦賀的連線以南，西岸（三浦半島東側）由川越藩，東岸（房總半島西側）由忍藩，北側由新設的羽田奉行負責防禦。對江戶週邊領地進行整理，作為天保改革一環在財政上與軍事上都有其必要性，水野也考慮在全國推廣這項措施。
1843年6月1日（天保14年），上知令頒布。最初的對象大多是譜代大名的小藩、旗本和御家人領地。500石以上者以年貢稅率較低的土地交換，500石以下者給予10兩黃金補償，這引起了領地在10里平方內的大名和旗本強烈反對。變更領地所需花費不低，既非因功移封亦非因過改易，這些大名與旗本無法接受。特別是在江戶附近，許多人觀念是土地乃先祖自德川家康時代因軍功拜領而來，沒有過錯不應被收走。水野試圖反駁這樣的觀點，以強調現任幕府將軍的權威來對抗。
另外，貨幣經濟發達的大阪、江戶地區，許多大名與旗本出於經濟原因發行藩鈔、旗本鈔，本質上相當於向領地百姓借錢。即使是財務有餘裕的大名或旗本，如果鄰近地區有發行藩鈔、旗本鈔，他們也不得不發行自己的藩鈔、旗本鈔，以阻止金、銀等真正貨幣從其領地外流。但是大名或旗本變更領地時，舊有藩鈔、旗本鈔就會變得一文不值，因此必須在此之前兌換成真正貨幣，大名與旗本為了變更領地必須支付不小的支出，對此恐怕會有大幅折價才得以交換的情況。特別是大阪週邊有年貢先納（預繳下一年的年稅）的慣例，使村民、大名、旗本之間建立了牢不可破的關係，年貢完全委由知行所的村方管理，作為回報，村方負責每月向大名或旗本匯出賄賂或是償還舊債。領主擔心被迫將肥沃的私領換取貧瘠的天領，百姓擔心領主離開後倒債而成為天領後徵稅更加嚴格。
水野忠邦的同事，老中土井利位，本領位於下總國古河藩，但他在河內國和攝津國也有飛地。土井對河內和攝津的農民欠下債務，農民因為上知令的實行被倒債，所以不斷對土井提出強訴。而御三家中的紀州藩、水戶藩也有反對的聲音。反對派以土井為首，開始尋求撤回上知令並解除水野忠邦的老中職務。連水野忠邦的主要心腹（町奉行鳥居耀蔵、勘定奉行榊原忠職）也叛逃到土井一方，鳥居甚至將忠邦的所有機密資料洩露給土井。而大奧也表示反對。被孤立的忠邦只好藉由將軍德川家慶的決定取消上知。閏9月7日，在忠邦缺席的情況下由土井正式發布廢除上知令。閏9月13日，忠邦提出辭呈，宣告天保改革的失敗。據說此時數千名百姓半夜聚集在水野忠邦的宅邸前，向宅邸投擲石塊，還搗毀了附近的辻番所。

### 對馬島
雖然水野的上知令因強烈反對而沒有實施，但江戶時代末期也有對馬府中藩自己要求實行上知的例子。1859年（安政6年）英國船隻阿克頓號強行駛入，1861年（文久1年）發生持續半年的俄羅斯軍艦佔領對馬事件，對馬府中藩深感防禦的重要，但也因為缺乏財政實力而無法實行。故藩內興起將對馬上知、開港後移封到九州本土的想法，之後成為正式方針。1861年3月曾考慮將家老新井孫一郎派到江戶，同年6月，對馬府中藩正式向江戶幕府提出移封申請。同年9月，幕府進行實地調查後，但否認開港和上知的有效性，予以拒絕。

## 明治時代初期的上知令
江戶時代，寺院及神社的領地（稱寺社領）是得到當時政府認可的，同時可免繳地租。在1871年（明治4年）及1875年（明治8年），政府先後發出兩次上知令將那些土地沒收。在廢藩置縣的同時，由於給予寺社領的領主權力已被瓦解，寺社領本身已失去了法律依據。由於實行地租改正，在全國土地均要上繳地租的原則下，先前擁有免稅特權的土地，包括寺社領等，均一一取消。帶有相似目的的「解放令」，將穢多、非人的所有地「穢地」的免稅特權取消的政令，也同時間進行。